# Pedaliodes pacifica
Pedaliodes pacifica är en fjärilsart som beskrevs av Krüger 1924. Pedaliodes pacifica ingår i släktet Pedaliodes och familjen praktfjärilar. Inga underarter finns listade i Catalogue of Life.